# 徳永圭
徳永 圭（とくなが けい、1982年 - ）は、日本の小説家。女性。愛知県生まれ。京都大学総合人間学部卒業。
メーカー等の勤務を経て、2011年『をとめ模様、スパイ日和』で第12回ボイルドエッグズ新人賞を受賞し、作家デビュー。

## 作品リスト

### 小説
- 『をとめ模様、スパイ日和』（2011年 産業編集センター）
- 『片桐酒店の副業』（2012年 新潮社/2015年 角川文庫）
- 『その名もエスペランサ』（2014年 新潮社）
- 『XY』（2015年 角川書店/2018年 角川文庫)
- 『カーネーション』（2018年 KADOKAWA）

### アンソロジー
「」内が徳永圭の作品
- 『この部屋で君と』（2014年8月 新潮文庫）「鳥かごの中身」